# L'Hôme-Chamondot
L'Hôme-Chamondot é uma comuna francesa na região administrativa da Normandia, no departamento Orne. Estende-se por uma área de 16,55 km². Em 2010 a comuna tinha 255 habitantes (densidade: 15,4 hab./km²).